# (2828) Iku-Turso
(2828) Iku-Turso es un asteroide perteneciente al cinturón de asteroides, descubierto el 18 de febrero de 1942 por Liisi Oterma desde el Observatorio de Iso-Heikkilä, en Turku, Finlandia.

## Designación y nombre
Designado provisionalmente como 1942 DL. Fue nombrado Iku-Turso en homenaje a Iku - Turso, monstruo marino en la mitología finlandesa.